# Omega2 Scorpii
Omega 2 Scorpii (ω2 Scorpii, förkortat Omega 2 Sco, ω2 Sco), som är stjärnans Bayerbeteckning, är en, troligen variabel, stjärna belägen i norra delen av stjärnbilden Skorpionen. Den har en skenbar magnitud på 4,32 och är synlig för blotta ögat. Baserat på parallaxmätningar befinner den sig på ett avstånd av 291 ljusår (ca 89 parsek) från solen. Dess skenbara magnitud reduceras med 0,38 på grund av skymning från interstellärt stoft. Stjärnan är ena komponenten i den visuella dubbelstjärnan ω Scorpii.

## Egenskaper
Omega 2 Scorpii är en jättestjärna av typ G med spektralklass G6/8III. Med en beräknad ålder på 282 miljoner år, är den en utvecklad, tunn diskformad stjärna som för närvarande befinner sig på den röda horisontella grenen i HR-diagrammet. Vinkeldiametern hos stjärnan är enligt interferometrimätningar 1,63 ± 0,10 mas, som vid dess uppskattade avstånd motsvarar en fysisk radie på nästan 16 gånger solens radie. Den har en massa som är 3,27 gånger solens massa och dess utstrålarnning av energi är 141 gånger större än solens ljusstyrka. Dess yttre atmosfär har en effektiv temperatur på 5 363 K.